# Соломон, Софи
Софи Соломон (англ. Sophie Solomon; род. 6 июня 1978, Лондон) — британская скрипачка, композитор и вокалист.

## Детство
Софи Соломон начала заниматься скрипкой когда ей не было и двух лет. А уже в четыре — увлеклась игрой Мстислава Ростроповича. В пять лет она в совершенстве играла на слух, с семи читала ноты.
Играя в Национальном Детском Оркестре, она была названа самой перспективной скрипачкой своего поколения. Однако Соломон «никогда не была до конца удовлетворена только лишь мировой классикой, я строго воспроизводила уже написанную музыку и была ограничена репертуаром. Я хотела выйти за эти рамки и найти собственный голос.»

## Образование
После колледжа Софи училась в Оксфордском университете. Окончив его в 1999 году получила первое высшее образование по современной истории и русскому языку. В студенчестве также занималась музыкальными экспериментами (в том числе во время годового проживания в России). В результате музыкальных поисков она, вместе с другими студентами Оксфорда, основала группу Oi Va Voi, названную «Daily Telegraph» одной из самых интересных.
Она также имеет степень магистра по экономической истории после окончания Лондонской школы экономики.

### Альбомы
- Poison Sweet Madeira
(2006)
Decca Records
- Lazarus CD Сингл
(2006)
Decca Records
- Laughter Through Tears
(2003)
Outcaste
- Solomon&Socalled’s HipHopKhasene
(2003)
Piranha
- Digital Folklore
(2002)
Voi Records
(self published)

## Трек-лист первого сольного альбомаPoison Sweet Madeira
1. «Holy Devil»
2. «Burnt By The Sun» (with Richard Hawley)
3. «Poison Sweet Madeira»
4. «Lazarus» (with KT Tunstall)
5. «A Light That Never Dies» (with Ralph Fiennes)
6. «Hazy»
7. «I Can Only Ask Why»
8. «Meditation On Dvorak’s Slavonic Fantasy»
9. «Pin Pricks And Gravy Stains»